# Це (буква алфавита пушту)
Це (‏څ‏‎, пушту څې‎, также цай, цим или сим) — буква расширенного арабского письма, 11-я буква алфавита пушту. Получена из арабской буквы ха (ﺡ) путем добавления трёх точек.

## Использование
Её основное звуковое значение в пушту — глухая альвеолярная аффриката ([t͡s]), однако произношение сильно зависит от диалекта и стремится к [s] в северной части пуштунской языковой области (юсуфзайском диалекте). Буква также обозначала звук [d͡z] до афганской реформы орфографии 1936 года, когда для неё была введена отдельная буква — дзе (‏ځ‏‎).
В языке ормури также используется для обозначения звука [t͡s] и также является 11-й буквой алфавита.
Также использовалась в арабском варианте письменности хорезмийского языка, где обозначала звуки [t͡s] и [d͡z].
Используется также в аварской,даргинской,лакской и в лезгинской письменности где соответствует букве хъ и передаётся звуку /qχ/ или /qʰ/.

## Лексика
- Ца — колодец.

## Грамматика
- Цо — вопросительное местоимение «сколько».
- Цэ — вопросительное местоимение «что»; «какой».